# Crédit Agricole 2007
Questa voce raccoglie le informazioni riguardanti la Crédit Agricole nelle competizioni ufficiali della stagione 2007.

## Organico

### Staff tecnico
GM=General Manager; DS=Direttore Sportivo.
|  | Naz.               | Ruolo | Sportivo              |  |  |  |
|  | ------------------ | ----- | --------------------- |  |  |  |
|  | Francia (bandiera) | GM    | Roger Legeay          |  |  |  |
|  | Francia (bandiera) | DS    | Henry Jean Jacques    |  |  |  |
|  | Francia (bandiera) | DS    | Serge Beucherie       |  |  |  |
|  | Francia (bandiera) | DS    | Denis Roux            |  |  |  |
|  | Francia (bandiera) | DS    | Jean-Baptiste Souquet |  |  |  |

### Rosa
|  | Naz.                     |  | Sportivo                 | Anno |  |  |
|  | ------------------------ |  | ------------------------ | ---- |  |  |
|  | Francia (bandiera)       |  | Yohann Bagot             | 1987 |  |  |
|  | Italia (bandiera)        |  | Francesco Bellotti       | 1979 |  |  |
|  | Ungheria (bandiera)      |  | László Bodrogi           | 1976 |  |  |
|  | Francia (bandiera)       |  | William Bonnet           | 1982 |  |  |
|  | Russia (bandiera)        |  | Aleksandr Bočarov        | 1975 |  |  |
|  | Italia (bandiera)        |  | Pietro Caucchioli        | 1975 |  |  |
|  | Francia (bandiera)       |  | Anthony Charteau         | 1979 |  |  |
|  | Nuova Zelanda (bandiera) |  | Julian Dean              | 1975 |  |  |
|  | Francia (bandiera)       |  | Christophe Edaleine      | 1979 |  |  |
|  | Francia (bandiera)       |  | Jimmy Engoulvent         | 1979 |  |  |
|  | Kazakistan (bandiera)    |  | Dmitrij Fofonov          | 1976 |  |  |
|  | Francia (bandiera)       |  | Sebastien Fournet-Fayard | 1985 |  |  |
|  | Italia (bandiera)        |  | Angelo Furlan            | 1977 |  |  |
|  | Francia (bandiera)       |  | Patrice Halgand          | 1974 |  |  |
|  | Francia (bandiera)       |  | Sébastien Hinault        | 1974 |  |  |
|  | Francia (bandiera)       |  | Jonathan Hivert          | 1985 |  |  |
|  | Norvegia (bandiera)      |  | Thor Hushovd             | 1978 |  |  |
|  | Norvegia (bandiera)      |  | Mads Kaggestad           | 1977 |  |  |
|  | Francia (bandiera)       |  | Christophe Kern          | 1981 |  |  |
|  | Lituania (bandiera)      |  | Ignatas Konovalovas      | 1985 |  |  |
|  | Francia (bandiera)       |  | Christophe Laurent       | 1977 |  |  |
|  | Francia (bandiera)       |  | Christophe Le Mével      | 1980 |  |  |
|  | Francia (bandiera)       |  | Cyril Lemoine            | 1983 |  |  |
|  | Francia (bandiera)       |  | Jean-Marc Marino         | 1983 |  |  |
|  | Francia (bandiera)       |  | Rémi Pauriol             | 1982 |  |  |
|  | Francia (bandiera)       |  | Benoît Poilvet           | 1976 |  |  |
|  | Stati Uniti (bandiera)   |  | Saul Raisin              | 1983 |  |  |
|  | Australia (bandiera)     |  | Mark Renshaw             | 1982 |  |  |
|  | Irlanda (bandiera)       |  | Nicolas Roche            | 1984 |  |  |
|  | Francia (bandiera)       |  | Pierre Rolland           | 1986 |  |  |
|  | Francia (bandiera)       |  | Yannick Talabardon       | 1981 |  |  |

## Palmarès

### Corse a tappe
- Tour de France

4ª tappa (Thor Hushovd)
- Giro d'Italia

7ª tappa Giro d'Italia (Thor Hushovd)
- Tour de Langkawi

3ª tappa (Anthony Charteau)
Classifica generale (Anthony Charteau)
- La Tropicale Amissa Bongo

Prologo (Jimmy Engoulvent)
3ª tappa (Pierre Rolland)
3ª tappa (Sébastien Hinault)
- Tour de Luxembourg

Prologo (Jimmy Engoulvent)
- Étoile de Bessèges

1ª tappa (Angelo Furlan)
- Circuit de la Sarthe

1ª tappa (Angelo Furlan)
- Tour de l'Ain

4ª tappa (Patrice Halgand)
- Tour de Wallonie

4ª tappa (Rémi Pauriol)
- Geelong Bay Classic Series

2ª tappa (Mark Renshaw)
Classifica generale (Mark Renshaw)
- Tour de Picardie

2ª tappa (Mark Renshaw)
- Tour du Limousin

2ª tappa (Pierre Rolland)

### Corse in linea
- Chrono des Nations (László Bodrogi)
- Route Adélie de Vitré (Rémi Pauriol)
- Down Under Classic (Mark Renshaw)

### Campionati nazionali
- Campionato irlandese

Cronometro (Nicolas Roche)
- Campionato neozelandese

In linea (Julian Dean)
- Campionato ungherese

In linea (László Bodrogi)

## Classifiche UCI

### UCI ProTour
Individuale
Piazzamenti dei corridori della Crédit Agricole nella classifica individuale dell'UCI ProTour 2007.
| Pos. | Ciclista            | Punti |
| ---- | ------------------- | ----- |
| 31   | Thor Hushovd        | 70    |
| 164  | Christophe Kern     | 5     |
| 175  | Mark Renshaw        | 4     |
| 188  | Nicolas Roche       | 3     |
| 189  | Christophe Edaleine | 3     |
| 190  | Mads Kaggestad      | 3     |
| 196  | Jimmy Engoulvent    | 3     |
| 200  | Aleksandr Bočarov   | 2     |
| 219  | Angelo Furlan       | 2     |

Squadra
La Crédit Agricole chiuse in quindicesima posizione con 182 punti.